# محمد صالح القحطاني
محمد صالح القحطاني عمل عضوا في مجلس إدارة جمعية كشافة البحرين وعضوا في لجنة الإقليم الكشفي العربي.
في عام 1994 حصل على وسام الذئب البرونزي 235 وهو الوسام الوحيد الصادر من المنظمة العالمية للحركة الكشفية الذي منحته لجنة الكشافة العالمية للخدمات الاستثنائية للكشافة العالمية.